# Eporectis
Eporectis là một chi bướm đêm thuộc họ Erebidae.

## Loài
- Eporectis phenax Meyrick, 1902
- Eporectis tephropis Turner, 1902